# Mönkhagen
Mönkhagen település Németországban, Schleswig-Holstein tartományban. Lakosainak száma 657 fő (2023. december 31.).

## Népesség
A település népességének változása:
| Lakosok száma | 400  | 642  | 661  | 693  | 657  | 652  | 657  |
|               | 1975 | 2014 | 2017 | 2019 | 2021 | 2022 | 2023 |